# 克雷塞勒
克雷塞勒（法語：Creissels）是法国阿韦龙省的一个市镇，属于米约区。该市镇2009年时的人口为1,591人。

## 人口
克雷塞勒人口变化图示
| 数据来源：INSEE |